# Abt Vogler (wiersz)

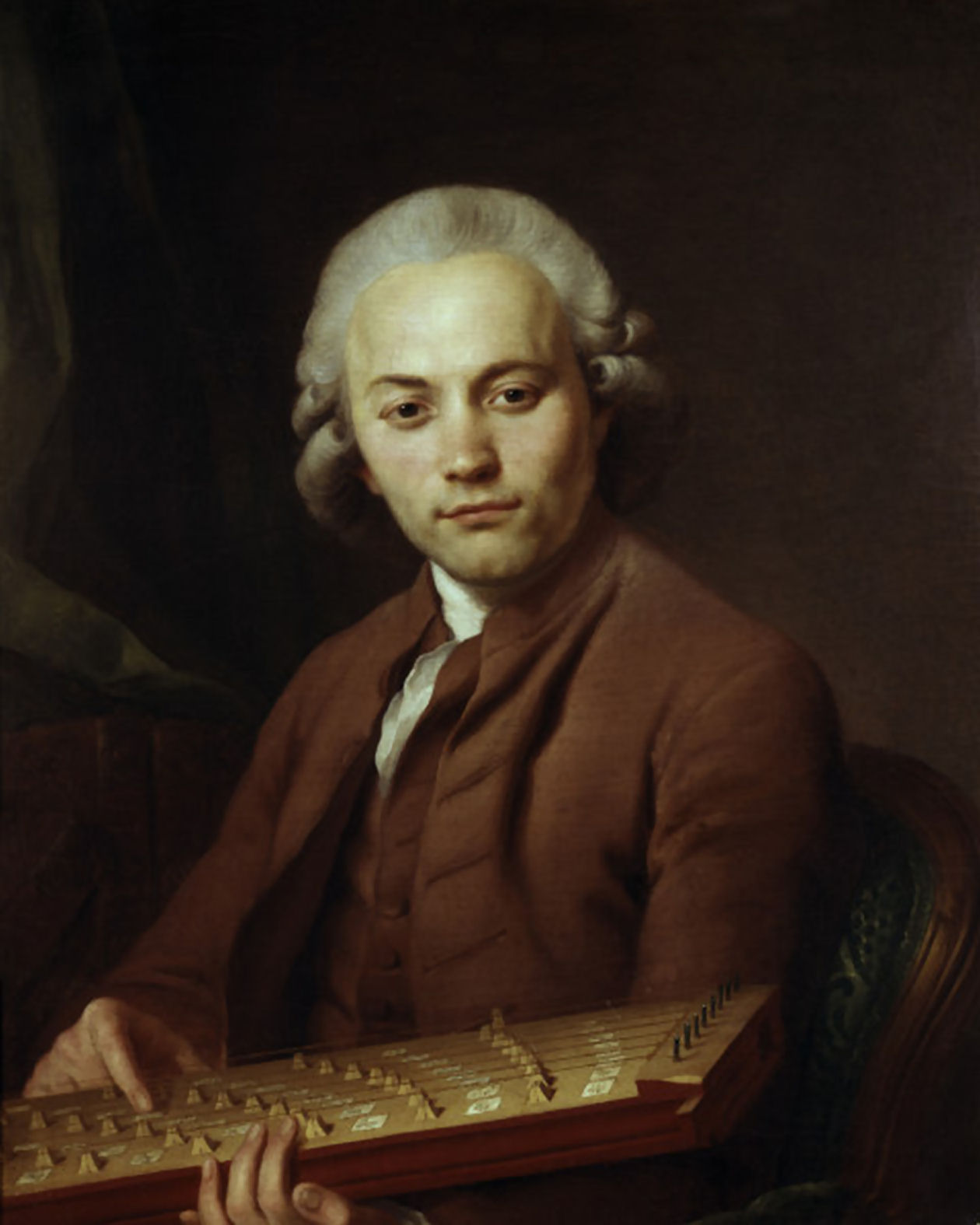
Georg Joseph Vogler

Abt Vogler – wiersz angielskiego poety Roberta Browninga, opublikowany w tomie Dramatis Personae, wydanym w 1864. Utwór jest opatrzony podtytułem opisującym sytuację, w której bohater przemawia: After He Has Been Extemporizing Upon the Musical Instrument of His Invention (Po jego improwizacji na instrumencie muzycznym własnego pomysłu.). Wiersz zalicza się do gatunku monologu dramatycznego. Bohaterem wiersza jest niemiecki muzyk Georg Joseph Vogler. 

## Forma
Wiersz jest napisany przy użyciu strofy ośmiowersowej , składa się z 12 zwrotek .
WOULD that the structure brave, the manifold music I build,	

Bidding my organ obey, calling its keys to their work,	

Claiming each slave of the sound, at a touch, as when Solomon willed	

Armies of angels that soar, legions of demons that lurk,	

Man, brute, reptile, fly,—alien of end and of aim,	        

Adverse, each from the other heaven-high, hell-deep removed,	

Should rush into sight at once as he named the ineffable Name,	

And pile him a palace straight, to pleasure the princess he loved!
Miejscami poeta stosuje aliterację: And pile him a palace straight, to pleasure the princess he loved!; And another would mount and march, like the excellent minion he was; Outlining round and round Rome's dome from space to spire. Na równoczesne wykorzystanie rymu i aliteracji zwrócił uwagę autor wydanej w 1922 monografii The Principles of English Versification, Paull Franklin Baum, który napisał: Very remarkable is the combination of rime and frequent alliteration in Browning's Abt Vogler. 

## Interpretacja
Utwór Abt Vogler uchodzi za jeden z najbardziej reprezentatywnych przykładów literackiego ujęcia przeżyć muzycznych w poezji XIX wieku. Stanowi przykład ścisłej relacji poezji z muzyką, charakterystycznej dla twórczości Browninga. Wiersz poświęcony jest niemieckiemu kompozytorowi, teoretykowi i pedagogowi – Georgowi Josephowi Voglerowi. Inspiracją do jego napisania była zarówno postać samego Voglera, jak i osobiste zainteresowania poety teorią muzyki.
Abt Vogler ukazuje moment twórczego uniesienia kompozytora, przedstawiając proces tworzenia jako akt niemal metafizyczny. Poprzez zastosowanie pośredniego cytowania – werbalnego odwzorowania zjawisk muzycznych – poeta buduje paralelę między ruchem harmonicznym a stanami emocjonalnymi podmiotu lirycznego. Fragmenty takie jak Sliding by semitones' oraz The C Major of this life symbolicznie przedstawiają przejście od twórczego napięcia do stanu ukojenia i równowagi. W warstwie znaczeniowej utwór podejmuje refleksję nad istotą aktu twórczego, jego intensywnością, efemerycznością oraz związanym z nim napięciem między wzniosłością a przemijaniem.

## Przekład
Na język polski wiersz przełożył Juliusz Żuławski . Przekład został zamieszczony w tomie wierszy:
Browning R.: Poezje wybrane. J. Żuławski (wybór, tł., wstęp). Warszawa: Państwowy Instytut Wydawniczy, 1969. Brak numerów stron w książce